# قطعنامه ۱۵۰۶ شورای امنیت
قطعنامه ۱۵۰۶ شورای امنیت سازمان ملل متحد که در تاریخ ۱۲ سپتامبر ۲۰۰۳ تصویب شد، سندی بین‌المللی دربارهٔ بررسی وضعیت در مورد لیبی است. این قطعنامه طی نشست ۴۸۲۰ام با ۱۳ رای موافق، ۰ مخالف و ۲ ممتنع تصویب شد.